# Laura Kuenssberg
Laura Juliet Kuenssberg (nacida el 8 de agosto de 1976) es una periodista británica nacida en Italia. Sucedió a Nick Robinson como editora política de la BBC en julio de 2015 y es la primera mujer en ocupar el cargo. Planea dimitir como editora política en la Pascua de 2022. Anteriormente se desempeñó como corresponsal política principal de la BBC y fue la primera editora comercial de ITV News. También fue corresponsal en jefe de Newsnight entre febrero de 2014 y julio de 2015. Kuenssberg fue incluida en la lista de los 20 londinenses más influyentes del Evening Standard de 2019.

## Primeros años y carrera
Nació en Italia en 1976, hija de Nick y Sally Kuenssberg. Su abuelo paterno era Ekkehard von Kuenssberg, cofundador y presidente del Royal College of General Practitioners, nacido en Alemania. Su abuelo materno fue Lord Robertson, juez del Tribunal Superior de Justicia de Escocia, cuyo hermano, James Wilson Robertson, fue el último gobernador general británico de Nigeria. Su hermano mayor, David, es director ejecutivo de finanzas y recursos del Ayuntamiento de Brighton y Hove. Su hermana mayor, Joanna Kuenssberg, es una ex diplomática que se ha desempeñado como alta comisionada en Mozambique. Su padre trabajó en Italia para la empresa británica Coats Viyella durante varios años. Kuenssberg creció en Glasgow, con su hermano y hermana, y asistió a Laurel Bank School, una escuela privada para niñas.
Kuenssberg estudió Historia en la Universidad de Edimburgo y se graduó con una maestría con honores de primera clase. Pasó un año estudiando en la Universidad de Georgetown en Washington D. C., donde hizo una pasantía en el programa político NBC News.
En 2009, fue nombrada corresponsal político jefe de la BBC. Kuenssberg informó en los boletines BBC One, Daily Politics y el canal de noticias BBC. En mayo de 2010, su presencia en BBC Television fue tan omnipresente en el período comprendido entre las elecciones generales del Reino Unido de 2010 y la formación de la coalición Cameron-Clegg que el periodista David Aaronovitch acuñó el término "Kuenssbergovision".
En septiembre de 2011, Kuenssberg asumió la función recién creada de editora comercial de ITV News y fue reemplazada en BBC News por Norman Smith de BBC Radio 4. También contribuyó a la elaboración de informes comerciales sobre la rama de actualidad de ITV, Tonight. El 27 de agosto de 2013, hizo su debut como conoticiera de News at Ten con Alastair Stewart.
El 12 de noviembre de 2013, se anunció que dejaría ITV para regresar a la BBC como corresponsal en jefe y presentadora de Newsnight, reemplazando a Gavin Esler en el último cargo. Se unió al equipo de Newsnight en febrero de 2014.
Está casada con James Kelly, consultor de gestión, y ambos residen en el este de Londres.

## Premios y honores
- En noviembre de 2016, fue galardonada como Locutor del Año por la Asociación de Estudios Políticos. El premio fue en reconocimiento a su contribución a la comprensión pública de la política, especialmente en torno al referéndum de la UE de junio de 2016 y los acontecimientos posteriores.[18]
- En los British Journalism Awards organizados por Press Gazette en diciembre de 2016, recibió el premio a Periodista del Año.[19]
- Fue nombrada en la lista del Evening Standard de 2019 de los 20 londinenses más influyentes.[20]

## Controversias
1. Después de las elecciones locales de 2016, se inició una petición en 38 Degrees que acusó a Kuenssberg de ser parcial contra el Partido Laborista y su líder Jeremy Corbyn, pidiendo su despido.[21]
2. El Daily Telegraph publicó una historia sobre Kuenssberg en 2017 con el titular "¿La mujer más divisiva de la televisión de hoy?" impreso en la portada.[22]
3. Una entrevista con Boris Johnson en julio de 2020 dio lugar a que se presentaran más de 100 quejas contra Kuenssberg a la BBC, alegando que había interrumpido demasiado a Johnson y mostraba parcialidad contra el gobierno. La BBC defendió a Kuenssberg, afirmando que había realizado la entrevista de "manera minuciosa, firme pero justa".[23]
4. En noviembre de 2020, algunos economistas criticaron la evaluación de Kuenssberg de la declaración económica de Rishi Sunak, sugiriendo que carecía de comprensión de la economía. La BBC defendió a Kuenssberg afirmando que estaba resumiendo la posición de la canciller y que su editor de economía, Faisal Islam, había dado la posición opuesta.[24]